# Comune di Paamiut

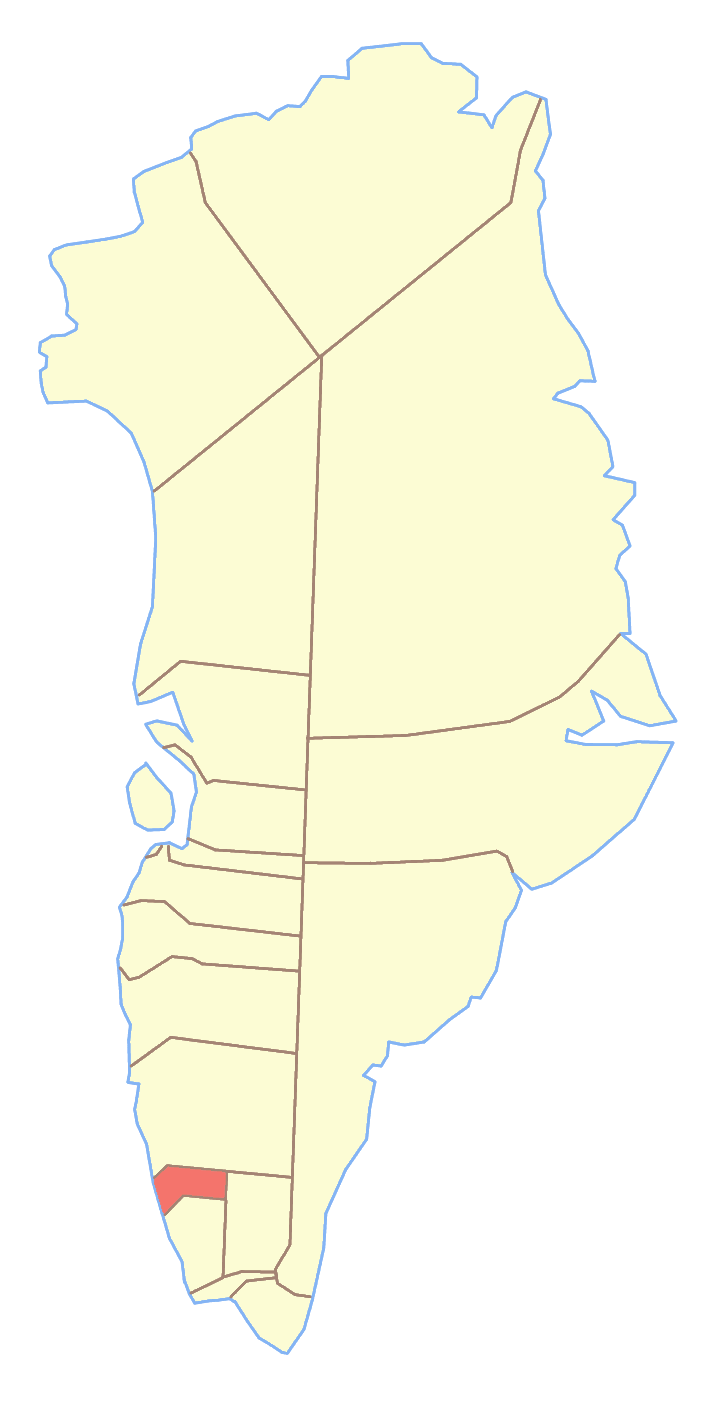
Il comune di Paamiut nell'ambito della vecchia suddivisione

Il comune di Paamiut (groenlandese: Paamiut Kommuniat; danese: Paamiut Kommune) fu un comune della Groenlandia dal 1950 al 2008. La sua superficie era di 27.100 km² e la sua popolazione era di 1.957 abitanti (1º gennaio 2005); si trovava nella contea di Kitaa (Groenlandia Occidentale) e il suo capoluogo era Paamiut.
Il comune fu istituito il 18 novembre 1950, e cessò di esistere il 1º gennaio 2009 dopo la riforma che rivoluzionò il sistema di suddivisione interna della Groenlandia; il comune si fuse insieme ad altri quattro (Ivittuut, Nuuk, Ammassalik e Ittoqqortoormiit) a formare l'attuale comune di Sermersooq.
Oltre al capoluogo, un altro centro si trovava all'interno di questo comune: Arsuk.